# Ricardo Lagos

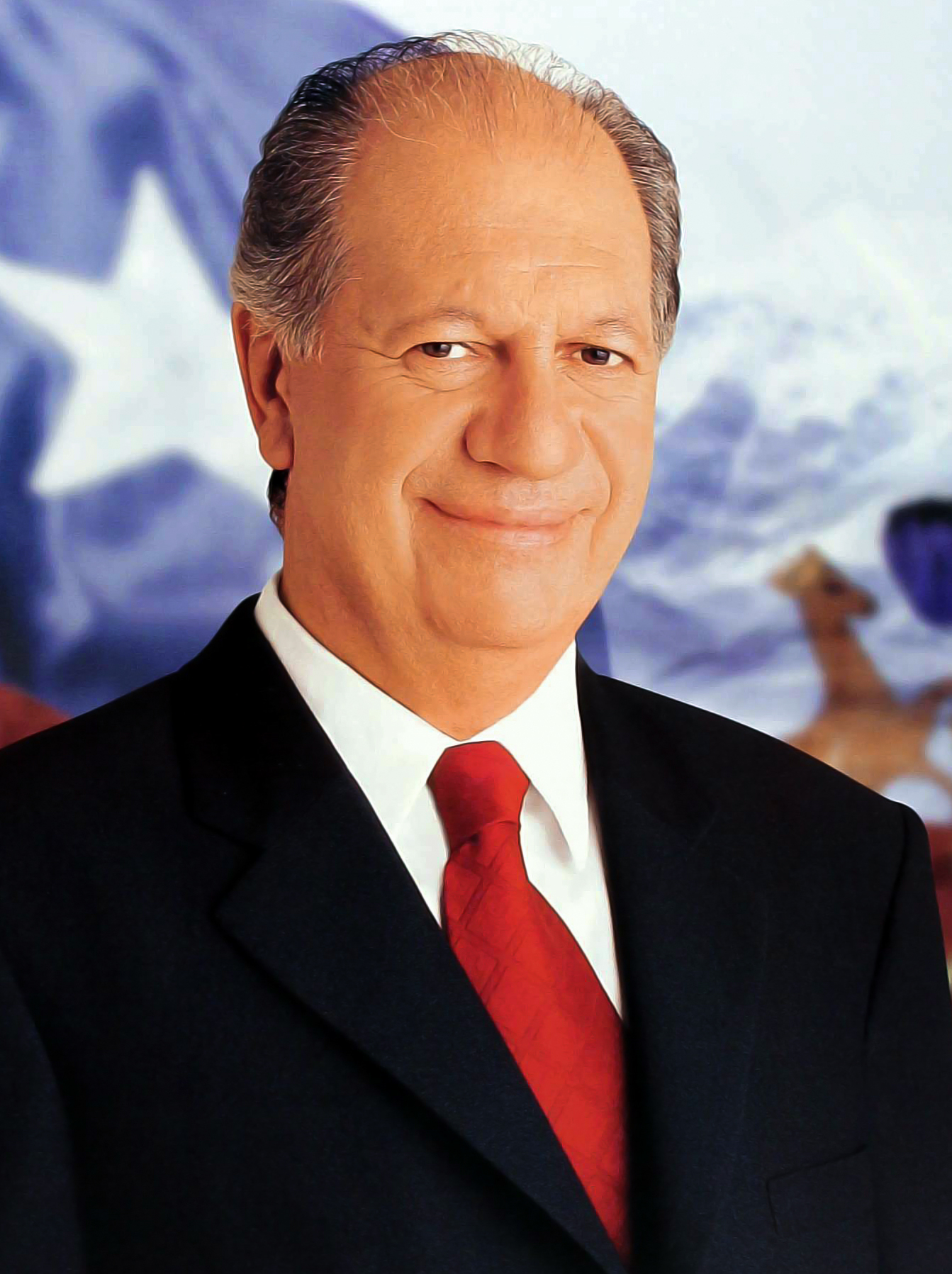
Ricardo Lagos Escobar

Ricardo Froilán Lagos Escobar (phát âm tiếng Tây Ban Nha: [riˈkaɾðo fɾoiˈlanˈlaɣos eskoˈβaɾ]; sinh ngày 2 tháng 3 năm 1938) là một luật sư, nhà kinh tế và dân chủ xã hội chính trị gia người Chile từng là Tổng thống Chile từ năm 2000 đến 2006. Ông đã giành chiến thắng 1999-2000 bầu cử tổng thống bằng một biên độ hẹp trong rút lui đối với ứng cử viên Liên minh Dân chủ Độc lập (UDI) Joaquín Lavín. Lagos là tổng thống thứ ba từ trung tả Liên minh các đảng vì dân chủ đã cai trị Chile từ năm 1990. Ông đã thành công vào ngày 11 tháng 3 năm 2006 bởi Chủ nghĩa xã hội Michelle Bachelet, từ cùng một liên minh. Từ tháng 5 năm 2007, ông đã phục vụ như một Đặc phái viên về biến đổi khí hậu cho Tổng thư ký Liên Hợp Quốc Ban Ki-moon.
Ông dạy phát triển chính trị và kinh tế tại Đại học Brown tại Hoa Kỳ.

## Thời trẻ
Lagos được sinh ra ở Santiago, Chile. Anh là con duy nhất của Froilán Lagos Sepúlveda (một nông dân đã chết khi con trai anh tám tuổi) và Emma Escobar Morales (đã chết vào tháng 4 năm 2005 ở tuổi 108). Anh học trường tiểu học tại Liceo Experimental Manuel de Salas và trường trung học tại Instituto Nacional danh tiếng.
Năm 1961, Lagos kết hôn với Carmen Weber, người mà anh ta có hai đứa con, Ricardo và Ximena. Năm 1969, anh gặp Luisa Durán và họ kết hôn vào năm 1971. Cặp đôi đã chia sẻ việc nuôi dạy con cái của cuộc hôn nhân đầu tiên của Lagos, những đứa con của cuộc hôn nhân đầu tiên của Durán, Hernán và Alejandro, và đứa con duy nhất của họ, Francisca.
Khi còn ở trường đại học, Ricardo Lagos đã tham dự các bài giảng của nhà sử học Jaime Eyzaguirre, người mà ông rất quý trọng.